# PotPlayer
PotPlayer es un reproductor de software multimedia desarrollado para el sistema operativo Microsoft Windows, por la empresa surcoreana Daum Communications.

## Funciones
- Reproducción de video y audio.
- Soporte para Blu-ray, DVD y CD de audio.
- Soporte para OpenCodec.
- Soporte de subtítulos DIVX y SUP.
- Capacidad para ver videos a través de un proxy.
- Soporte de Direct3D9, Ex Flip Mode y Overlay.
- Soporte de captura de pantalla.
- Soporte para skins.